# بویه هواشناسی

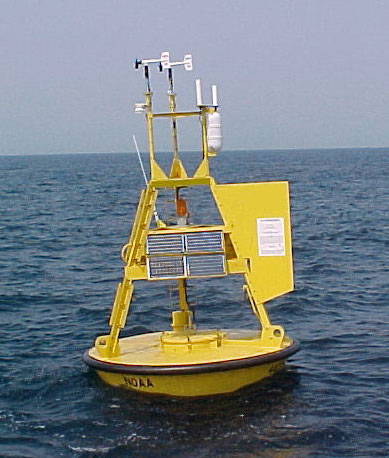
بویهٔ هواشناسی متعلق به سازمان ملی اقیانوسی و جوی

بویهٔ هواشناسی ابزاری است که اطلاعات آب‌وهوایی و اقیانوسی را در اقیانوس جمع‌آوری می‌کند. بویه‌های لنگردار از سال ۱۹۵۱ به‌کار گرفته شده‌اند و بویه‌های متحرک از سال ۱۹۷۹ به کار گرفته شده‌اند. بویه‌های لنگردار به وسیلهٔ زنجیر، نایلن یا پروپیلن به کف اقیانوس متصل می‌شوند. با کاهش به‌کارگیری کشتی‌های هواشناسی از سال ۱۹۷۰ بویه‌ها نقش اساسی در اندازه‌گیری در دریاهای آزاد ایفا می‌کنند.
در خلال دههٔ ۱۹۸۰ تا ۱۹۹۰ شبکه‌ای از بویه‌ها در منطقهٔ مداری اقیانوس آرام شرقی و مرکزی به مطالعه پدیده ال‌نینیو کمک می‌کنند. اندازهٔ شعاع بویه‌های هواشناسی لنگردار از ۱٫۵ متر تا ۱۲ متر است. بویه‌های متحرک کوچکتر هستند و شعاع آن‌ها از ۳۰ سانتیمتر تا ۴۰ سانتیمتر است. بویه‌های متحرک نوع غالب بویه‌های هواشناسی هستند و در سطح جهان ۱۲۵۰ دستگاه از آن وجود دارد. اطلاعات بادشناسی بویه‌ها نسبت به اطلاعات کشتی‌ها دارای خطای کمتری است.